# شو روند
شو روند (به لاتین: Chaux Ronde) یک کوه در سوئیس است که در کانتون وو واقع شده‌است. شو روند ۲٬۰۲۸ متر بالاتر از سطح دریا واقع شده‌است.